# Cesare Betteloni
Cesare Betteloni (født 26. december 1808 i Verona, død 27. september 1858 i Bardolino, ved selvmord) var en italiensk digter. Han var far til Vittorio Betteloni.
Bettelonis liv var en kæde af sygdom og tungsind, og dette afpræger sig også i hans digte, der er fulde af Weltschmerz som Byrons poesi, men dog mest drejer sig om hans egne personlige lidelser; de røber betydeligt talent, navnlig sonetterne. Sønnen Vittorio udgav alle faderens Versi i Verona 1874. 